# Mésange à dos tacheté
Machlolophus spilonotus
Espèce
Synonymes
- Parus spilonotus Bonaparte, 1850 (protonyme)

Statut de conservation UICN

 LC  : Préoccupation mineure
La Mésange à dos tacheté (Machlolophus spilonotus) est une espèce d'oiseaux de la famille des Paridae.

## Répartition
Cette espèce vit dans l'Himalaya jusqu'au centre-Sud du Viêt Nam.

## Taxinomie
Selon le la classification de référence du Congrès ornithologique international (version 7.3, 2017) et Alan P. Peterson il existe quatre sous-espèces :
- Machlolophus spilonotus spilonotus (Bonaparte, 1850) ;
- Machlolophus spilonotus subviridis (Blyth, 1855) ;
- Machlolophus spilonotus rex (David, 1874) ;
- Machlolophus spilonotus basileus Delacour, 1932.